# Atari-ST-Demoszene
Die Begründung der Demoszene des Atari ST kann auf die Gruppe The Exceptions (bekannt unter der Kurzform TEX) zurückgeführt werden, die ab 1987 eine Serie von Musikdemos veröffentlichte, welche mit Grafikeffekten und Textscrolling aufgepeppt wurden. Für die Musik verantwortlich war dabei Jochen Hippel, der größtenteils C64-Kompositionen von Rob Hubbard adaptierte.
Die Heimcomputer-Demoszene entstand zunächst zur Blütezeit der 8-Bit-Computer in erster Linie auf dem C64. Cracker fingen an, kleine Vorspänne (sogenannte Intros) als Visitenkarten in die von ihnen geknackten Programme einzubauen. Mit Ausweitung der Intros entstanden die ersten Demos. Es formierten sich Gruppen aus Computerenthusiasten, die versuchten, die Möglichkeiten ihres jeweiligen Computersystems auszureizen. Die Ergebnisse wurden in entsprechenden Computerprogrammen, den Demos, gezeigt. Durch die Diversifizierung in der Computerwelt mit Einzug der 16- bzw. 32-Bit-Technik in private Haushalte, war auch ein gewisser Plattformwettstreit, wie bspw. zwischen Atari ST und Amiga, eine Motivation, die empfundene Überlegenheit des eigenen Systems durch geschickt programmierte Demos herauszustellen.
Nach Veröffentlichung des Demo-Meilensteines B.I.G. (Best in Galaxy) durch TEX im Jahr 1988, bildeten sich immer neue Gruppen und die Szene wurde größer und vielfältiger. Die Union-Demo 1989 war die erste ST-Demo, an der mehrere Demogruppen beteiligt waren. Durch geschickte Programmierung und Nutzung undokumentierter Hardware-Fähigkeiten, konnte beachtliches aus dem Atari ST herausgeholt werden: bspw. Scrolling (obwohl der ST kein Hardwarescrolling unterstützt), gleichzeitige Darstellung der gesamten Farbpalette (hardwareseitig vorgesehen höchstens 16 Farben gleichzeitig), vorkalkulierte Sprites sowie Grafik in den eigentlich „toten“ Bildschirmrändern.
Manche Gruppen beschäftigten sich auch bald mit der Programmierung von kommerziellen Spielen. So entstand bspw. das Unternehmen Thalion Software.
Durch die voranschreitende Etablierung des PCs auch im privaten Bereich, verkleinerte sich ab 1993 die Demoszene auf dem Atari ST. Doch auch heute noch sind Gruppen und Einzelpersonen in ganz Europa aktiv, die sich regelmäßig zu Szenepartys treffen und Demos für den ST veröffentlichen.

## Atari Demos (Auswahl)
- 1987: README.PRG (TEX)
- 1987: LSD (Little Sound Demo) (TEX)
- 1987: LCD (Little Colour Demo) (TEX)
- 1988: B.I.G. Demo (TEX)
- 1988: The Amiga Demo (TEX)
- 1988: Full Screen Demo (Level 16)
- 1989: The Union Demo (The Union)
- 1989: The Cuddly Demos (The Carebears)
- 1990: The Decade Demo (Inner Circle)
- 1990: Live is a bitch (The Lost Boys)
- 1990: Syntax Terror Demo (Delta Force)
- 1991: Vodka demo (Equinox)
- 1991: European Demos (The Overlanders)
- 1991: Ooh Crikey wot a Scorcher (The Lost Boys)
- 1991: Skid Row (The Alliance)
- 1991: Punish your Machine (Delta Force)
- 1991: The Dark Side of the Spoon 1991 (Unlimited Matricks)
- 1992: Eat my Bollocks (Equinox)
- 1992: Just Buggin (ACF)
- 1992: The Phaleon Demo (Next)
- 1992: My Socks are Weapons (Legacy)
- 1993: Froggies over the Fence (The French Wizfrogs)
- 1993: Synergy Demo (Synergy)
- 1999: Nostalgic-O-Demo (Oxygene)
- 1999: Virtual Escape (Equinox)
- 1999: Sure Trip 49% (Checkpoint)
- 2001: Odd Stuff (Dune & Sector One)
- 2003: Moving Into Darkness (D.H.S.)
- 2003: Posh (Checkpoint)
- 2005: Pacemaker (Paradox)
- 2005: 20 years (Gemeinschaftsproduktion der Atari-Szene)
- 2008: More Or Less Zero (D.H.S.)
- 2009: Suretrip II - Dopecode

Viele dieser Demos sind mit einem Emulator auch auf dem PC lauffähig.